# Fitness International
La Fitness International è competizione di Fitness femminile che si tiene annualmente ed è organizzata dalla Federazione internazionale dei BodyBuilders (in inglese International Federation of BodyBuilders o IFBB).
La gara si tiene annualmente ed è parte della competizione Arnold Classic e si è tenuta per la prima volta nel 1997.
Susie Curry è l'atleta premiata con il maggior numero di titoli (4).

## Vincitrice
| Anno | Vincitrice               |
| ---- | ------------------------ |
| 1997 | Carol Semple-Marzetta    |
| 1998 | Susie Curry              |
| 1999 | Susie Curry              |
| 2000 | Kelly Ryan               |
| 2001 | Jenny Worth              |
| 2002 | Susie Curry              |
| 2003 | Susie Curry              |
| 2004 | Adela Garcia-Friedmansky |
| 2005 | Jen Hendershott          |
| 2006 | Adela Garcia             |
| 2007 | Kim Klein                |